# Nesfisk-völlurinn
Le Nesfisk-völlurinn, anciennement Garðsvöllur, est un stade à multi-usages basé à Garður, en Islande. Il est principalement utilisé pour les rencontres de football. 
L'enceinte a une capacité de 2 000 places.
C'est le club du Víðir Garður qui y dispute ses rencontres à domicile lors du championnat de football islandais.